# Romolo Brunelli
Romolo Brunelli (Bagnoregio, 1545 circa – ...) è stato un compositore italiano.

## Biografia
Romolo Brunelli nacque a Bagnoregio (Viterbo) intorno al 1545 dove la famiglia si era trasferita dalla vicina Lubriano già dal 1463. Padre di due famosi musicisti: Antonio Brunelli e Lorenzo Brunelli. Fu avviato allo studio e alla pratica della musica dal padre Pier Domenico presso la cappella musicale del Duomo di Orvieto. Presso la stessa cappella musicale egli fu puer cantus sotto la guida di Francesco Fabbri. Successivamente Romolo lascia il servizio di cantore per passare con molta probabilità ad altra scuola in area laziale. Secondo alcuni riscontri, in questa occasione avrebbe conosciuto Giovanni Maria Nanino. Ancora da verificare è la sua nomina a Maestro di Cappella presso la Pieve di S.Croce in San Miniato (SI), luogo dove battezzò il più grande dei suoi sei figli, nati dal matrimonio con Jacopa Spinelli. Dal 1579 ritorna a Civita dove fu insegnante di musica nel locale seminario annesso alla sede vescovile. Ha ricoperto incarichi di docente di Grammatica, Arpicordo e Canto.